# Supertwins
Le Supertwins sono motociclette bicilindriche da competizione, solitamente in versione con motore a V, spinte da motori di serie profondamente elaborati per gareggiare.

## Storia
Il predominio in pista delle moto spinte da motori plurifrazionati palesatosi nella seconda metà degli anni ottanta spinse gli organizzatori di gare motociclistiche statunitensi alla creazione di una categoria riservata alle moto bicilindriche di elevata cubatura, oramai tagliate fuori dalla vittoria assoluta. Essa fu battezzata Battle Of the Twins e si diffuse rapidamente in Europa, specialmente nei paesi centro-settentrionali.

## Regolamento
La competitività delle moto Ducati schierate nel mondiale Superbike esclude tali modelli dalla lista dei partecipanti, che comprende motociclette molto eterogenee tra loro, ma che comunque devono stare ai sottoindicati limiti del regolamento (quello riportato era in vigore nel Campionato italiano Supertwins del 1999).
- motori con testata plurivalvole e alimentazione ad iniezione: cilindrata da 500 cc a 750 cc.
- motori con testata plurivalvole e alimentazione a carburatori (diametro massimo di 40 mm): cilindrata da 750 cc a 1.200 cc
- motori con testata a due valvole con carburatori (senza restrizioni di diametro): cilindrata da 750 cc  a 1.200 cc (ammessi anche i motori Harley Davidson di cilindrata oltre i 1.200 cc)
- peso minimo 130 kg, indifferentemente dal tipo di motore impiegato.

## Risultati recenti
Nel Campionato Italiano Supertwins 2006 si è imposto Gianfranco Guareschi su una Moto Guzzi MGS-01 Corsa. Negli anni vi hanno partecipato Ducati 749, Suzuki SV 650 e varie altre moto, anche quasi artigianali.
A livello internazionale gode di buona visibilità la Battle of the Twins di Daytona, vinta nel 2006 e 2007 dalla Moto Guzzi.